# Halicarcinus planatus
Halicarcinus planatus är en kräftdjursart som först beskrevs av Fabricius 1775.  Halicarcinus planatus ingår i släktet Halicarcinus och familjen Hymenosomatidae. Inga underarter finns listade i Catalogue of Life.